# خوزنین
خوزنین مرکز دهستان رامند جنوبی و روستایی از توابع بخش رامند، شهرستان بوئین‌زهرا در استان قزوین، ایران است.

## جمعیت
براساس سرشماری عمومی نفوس و مسکن در سال ۱۳۹۵ جمعیت آن ۳۱۹۴ نفر بوده‌است.

## مردم
مردمان این روستا از اقوام ایرانی تات هستند و به زبان تاتی سخن می‌گویند. این روستا هر سال در نیمه دوم اردیبهشت میزبان برگزاری آیین سنتی گلابگیری در باغاتِ گُل سرخ می‌باشد.